# Revolta curda no Irã em 1967
A revolta curda no Irã de 1967 eclodiu em março de 1967 como parte de uma luta separatista curda de longa duração. Ervand Abrahamian  descreve a revolta como uma insurgência marxista com o objetivo de estabelecer a autonomia para os curdos no Irã, modelada como uma república federal.  A revolta, consolidando várias revoltas tribais que tinham começado em 1966, foi inspirada na Primeira Guerra Curdo-Iraquiana no vizinho Iraque e contou com o apoio do restabelecido Partido Democrático do Curdistão Iraniano,  anteriormente esmagado durante a Crise no Irã de 1946. A revolta de 1967, coordenada em uma campanha semi-organizada na região de Mahabad-Urumiya pelo revivido Partido Democrático do Curdistão Iraniano, foi inteiramente subjugada pelo governo central iraniano, com a assistência do Partido Democrático do Curdistão iraquiano.